# Список кораблей американских провинциальных флотов (1775—1785)
Помимо Континентального флота, отдельные колонии имели собственные флота, по размерам скорее эскадры. Они назывались «провинциальными», так как до Американской революции эти колонии считались британскими провинциями.
| Корабль          | Вооружение (пушек × фунтов) | Тоннаж         | Примечание                                                          | Судьба                                                         |
| Южная Каролина   | Южная Каролина              | Южная Каролина | Южная Каролина                                                      | Южная Каролина                                                 |
| ---------------- | --------------------------- | -------------- | ------------------------------------------------------------------- | -------------------------------------------------------------- |
| South Carolina   | 36 (28 × 36, 12 × 12)       | 1430           | трёхмачтовый корабль, бывший торговый L'Indien                      | взят 19 декабря 1782 года HMS Diomede, HMS Astrea и HMS Quebec |
| Bricole          | 44                          |                | трёхмачтовый корабль, бывший французский, вооруженный en flûte (26) | уничтожен 12 мая 1780 года при штурме Чарльстона               |
| General Moultrie | 18                          |                | бриг                                                                | уничтожен 12 мая 1780 года при штурме Чарльстона               |
| Polly            | 16                          |                |                                                                     |                                                                |
| Notre Dame       | 16                          |                | бриг                                                                | уничтожен 12 мая 1780 года при штурме Чарльстона               |
| Fair America     | 14                          |                |                                                                     |                                                                |
| Коннектикут      |                             |                |                                                                     |                                                                |
| Oliver Cromwell  |                             |                |                                                                     |                                                                |
| Defence          | 14                          |                |                                                                     |                                                                |
| Массачусетс      |                             |                |                                                                     |                                                                |
| Sampson          | 20                          |                |                                                                     |                                                                |
| Hancock          | 20                          |                | бриг                                                                |                                                                |
| Protector        | 26                          | 586            | фрегат                                                              | взят 5 мая 1781 года HMS Roebuck и HMS Medea                   |
| Massachusetts    | 16                          |                | шхуна (?)                                                           |                                                                |
| Tyrannicide      | 14                          |                | бриг                                                                | сожжен 14 августа 1779 года в Пенобскоте во избежание плена    |
| Hazard           | 16                          |                | бриг                                                                | сожжен 14 августа 1779 года в Пенобскоте во избежание плена    |
| Speedwell        | 10                          |                |                                                                     |                                                                |
| Пенсильвания     |                             |                |                                                                     |                                                                |
| Hyder Ali        | 16                          |                | бриг                                                                |                                                                |